# Devazepid
Devazepid (L-364,718, MK-329) je lek koji je strukturni derivat benzodiazepinske familije, ali se po dejstvu veoma razlikuje od većine benzodiazepina. On nema afiniteta za  receptore i umesto toga deluje kao holecistokininski antagonist koji je selektivan za  tip receptora. On povećava apetit i ubrzava želudačano pražnjenje, i smatra se da on potencijalno može da služi kao lek za niz gastrointestinalnih problema, među kojima su dispepsija, gastropareza i gastroezofagealna refluksna bolest. On je u širokoj upotrebi u naučnim istraživanjima  receptora.